# Elizaphan Ntakirutimana
Elizaphan Ntakirutimana (* 1924 in Kibuye, Ruanda; † 22. Januar 2007 in Arusha, Tansania) war ein Pastor der Siebenten-Tags-Adventisten in Ruanda.
Im Februar 2003 wurden Ntakirutimana und sein Sohn Gérard durch das International Criminal Tribunal for Rwanda des Völkermordes in Ruanda für schuldig befunden. Das Tribunal sah es als erwiesen an, dass Ntakirutimana bewaffnete Truppen zum Mugonero-Komplex, einer Örtlichkeit nahe dem Kiwusee, transportiert hatte, wo diese hunderte von Tutsi-Flüchtlingen töteten. Ntakirutimana wurde zu zehn Jahren Gefängnis verurteilt. Am 6. Dezember 2006 wurde er nach zehn Jahren Haft entlassen.
Ein Brief, den sieben Siebenten-Tags-Adventisten-Pastoren an Ntakirutimana schrieben, lieferte den Titel des 1998 erschienenen Buches Wir möchten Ihnen mitteilen, daß wir morgen mit unseren Familien umgebracht werden des Autors Philip Gourevitch. In dem Buch wird Ntakirutimana der Komplizenschaft am Tod der Flüchtlinge bezichtigt.
Elizaphan Ntakirutimana starb am 22. Januar 2007 im Alter von 82 Jahren.